# Smith & Wesson Ladysmith
Smith & Wesson Ladysmith и LadySmith — серия револьверов и полуавтоматических пистолетов, изготовленных Smith & Wesson. Не следует путать с одноимённой серией револьверов Ladysmith .22 калибра, произведённых в начале 20-го века.

## История
Наименование Ladysmith появилось в ассортименте продукции фирмы Smith & Wesson в 1989 году для обозначения новой серии личного оружия, в которую входили в том числе и автоматические пистолеты. В соответствии с требованиями времени, это оружие не считалось женским, как предшествующие одноимённые револьверы, так как было рассчитано на мощный патрон .38 special.

## Разновидности
- Model 36 Ladysmith калибра .38 (модель 36) (англ. .38 Ladysmith) — пятизарядный револьвер, выпускается с обычным стволом длинной 2 дюйма или с тяжёлым стволом длиной 3 дюйма. Рукоятка этого оружия может быть как закруглённой формы, так и снабжаться фигурными деревянными щёчками из ценных пород дерева с выемками под пальцы[2].
- Model 60LS Ladysmith - оружие, идентичное револьверу 36-й модели, полностью из нержавеющей стали[2][3].
- Model 65LS Ladysmith — шестизарядный револьвер, с эргономичной деревянной рукояткой, предназначенной для небольшой руки, калибр .357 Magnum.
- Model 642LS Ladysmith  — пятизарядный револьвер, имеющий раму из лёгкого сплава алюминия, предназначен для небольшой руки, калибр .38 special +P.
- Model 3913LS Ladysmith —  автоматический пистолет из алюминиевого корпуса, магазин на 8 патронов, калибр 9 мм.

## Внешние ссылки
- Model 60 LS Ladysmith™: 2.125” barrel, stainless steel frame, barrel, and cylinder
- Model 65LS (Ladysmith): .357 Magnum, 6-round cylinder, stainless steel
- Model 642 LS Ladysmith™: .38 S&W SPECIAL +P caliber, stainless steel
- Model 3913LS (Ladysmith): 3.5 in. barrel, 9 mm caliber, aluminum alloy